# Thyene coccineovittata
Thyene coccineovittata es una especie de araña saltarina del género Thyene, familia Salticidae. Fue descrita científicamente por Simon en 1886.
Habita en Sudáfrica y Kenia. Introducido en Francia y Brasil.